# Єскельдинський район
Єскельди́нський район (каз. Ескелді ауданы, рос. Ескельдинский район) — адміністративна одиниця у складі Жетисуської області Казахстану. Адміністративний центр — село Карабулак.

## Історія
Утворений як Талди-Курганський, з 1993 року — Талдикорганський. 23 травня 1997 року до складу району була включена територія ліквідованого Капальського району (Акин-Сарський та Конирський сільські округи). 10 березня 2000 року район перейменовано в сучасну назву.

## Населення
Населення — 52362 особи (2010; 50082 у 2009, 48548 у 1999, 60666 у 1989).
Національний склад (станом на 2010 рік):
- казахи — 34650 осіб (68,70%)
- росіяни — 12312 осіб (24,41%)
- німці — 952 особи
- татари — 856 осіб
- корейці — 609 осіб
- українці — 229 осіб
- чеченці — 192 особи
- уйгури — 164 особи
- поляки — 102 особи
- узбеки — 63 особи
- білоруси — 34 особи
- дунгани — 23 особи
- киргизи — 23 особи
- греки — 13 осіб
- курди — 10 осіб
- азербайджанці — 5 осіб
- турки — 2 особи
- інші — 197 осіб

## Склад
До складу району входять 11 сільських округів:
| Поселення                                  | Площа, км² | Населення, осіб (1989) | Населення, осіб (1999) | Населення, осіб (2009) | Населення, осіб (2021) | Центр                      | Населені пункти |
| ------------------------------------------ | ---------- | ---------------------- | ---------------------- | ---------------------- | ---------------------- | -------------------------- | --------------- |
| Акин-Сарський сільський округ              | -          | 3332                   | 2426                   | 2146                   | 1885                   | Акин-Сара                  | 4               |
| Алдабергеновський сільський округ          | -          | 6518                   | 4876                   | 4903                   | 4862                   | Алдабергеново              | 3               |
| Жалгизагаський сільський округ             | -          | 1582                   | 1224                   | 1354                   | 1316                   | Жалгизагаш                 | 2               |
| імені Бактибая Жолбарисули сільський округ | -          | 8278                   | 7757                   | 8257                   | 8312                   | імені Бактибая Жолбарисули | 3               |
| Кайнарлинський сільський округ             | -          | 1777                   | 1320                   | 1290                   | 1302                   | Кайнарли                   | 3               |
| Карабулацький сільський округ              | -          | 25459                  | 20199                  | 21757                  | 25572                  | Карабулак                  | 6               |
| Каратальський сільський округ              | -          | 2748                   | 2463                   | 2521                   | 2243                   | Каратальське               | 2               |
| Кокжазицький сільський округ               | -          | 2521                   | 2135                   | 1973                   | 1952                   | Кокжазик                   | 3               |
| Конирський сільський округ                 | -          | 3409                   | 2067                   | 1639                   | 1019                   | Конир                      | 3               |
| Сиримбетівський сільський округ            | -          | 2330                   | 1921                   | 2059                   | 1781                   | Сиримбет                   | 1               |
| Туленгутський сільський округ              | -          | 2712                   | 2160                   | 2173                   | 2118                   | Жетису                     | 3               |

## Найбільші населені пункти
Населені пункти з чисельністю населення понад 1000 осіб:
| №  | Населений пункт            | Населення, осіб (1989) | Населення, осіб (1999) | Населення, осіб (2009) | Населення, осіб (2021) |
| -- | -------------------------- | ---------------------- | ---------------------- | ---------------------- | ---------------------- |
| 1  | Карабулак                  | 19 088                 | 14 873                 | 16 037                 | 19 561                 |
| 2  | імені Бактибая Жолбарисули | 6 274                  | 5 722                  | 5 858                  | 5 714                  |
| 3  | Алдабергеново              | 4 509                  | 3 679                  | 3 669                  | 3 811                  |
| 4  | Єльтай                     | 1 468                  | 1 678                  | 1 860                  | 2 268                  |
| 5  | Шимир                      | 1 832                  | 1 544                  | 1 822                  | 2 246                  |
| 6  | Сиримбет                   | 1 952                  | 1 921                  | 2 059                  | 1 781                  |
| 7  | Каратальське               | 1 827                  | 1 808                  | 1 897                  | 1 708                  |
| 8  | Кокжазик                   | 1 904                  | 1 668                  | 1 585                  | 1 542                  |
| 9  | Жетису                     | 1 984                  | 1 565                  | 1 576                  | 1 465                  |
| 10 | Матая Баїсова              | 1 597                  | 1 249                  | 1 432                  | 1 412                  |
| 11 | Акин-Сара                  | 1 490                  | 1 341                  | 1 069                  | 1 090                  |
| 12 | Жалгизагаш                 | 1 196                  | 1 046                  | 1 161                  | 1 080                  |